# Vittoria Baldino
Vittoria Baldino é uma política italiana. Ela foi eleita deputada ao Parlamento da Itália nas eleições legislativas italianas de 2018 para a Legislatura XVIII.

## Carreira
Baldino nasceu em 28 de maio de 1988, em Rossano.
Ela foi eleita para o Parlamento Italiano nas eleições legislativas italianas de 2018, para representar o distrito de Lazio pelo Movimento Cinco Estrelas. Posteriormente, ela foi substituída por Angela Salafia, mas depois foi reintegrada noutro distrito de Lazio.